# コズミック・エンカウンター
コズミック・エンカウンター（Cosmic Encounter）は、宇宙人による惑星間の侵略戦争をテーマにしたボードゲーム。
ビル・エバール、ジャック・キリッジ、ピーター・オルカ、ビル・ノートンがデザインし、イオンゲームズ社が1977年に発売した。その後、1991年にメイフェアゲームズ社版、2000年にアバロンヒル社版、2009年にファンタジーフライトゲームズ社版が発売された他、それぞれの版の拡張セットが多数発売されている。日本語版は1984年にツクダホビーがイオンゲームズ版を翻訳したコズミック・エンカウンターを発売、アークライトがファンタジーフライトゲームズ社版を翻訳したコズミック・エンカウンター完全日本語版を発売している。

## ゲームの概要
プレイヤーはゲームの基本ルールを無視、破壊、あるいは作りかえる固有の特殊能力を持った宇宙人種族の指導者である。侵略、交渉、能力を駆使してアウター・コロニーを5つ作ったプレイヤーが勝者となる。

## 歴史
- 1977年
  - Cosmic encounter（イオンゲームズ版） 発売（3〜4人用、15種族）
  - Cosmic encounter: expansion set #1 発売（10種族、5人プレイ用のコマ追加）
- 1978年
  - Cosmic encounter: expansion set #2 発売（10種族、6人プレイ用のコマ追加）
  - Cosmic encounter: expansion set #3 発売（15種族追加）
  - Cosmic encounter: expansion set #4 発売（フレアカード、8人プレイのルール追加）
- 1980年
  - Cosmic encounter: expansion set #5 発売（ルール「100 moons」追加）
  - Cosmic encounter: expansion set #6 発売（10種族追加）
- 1981年 - Cosmic encounter: expansion set #7 発売（14種族追加）
- 1982年 - Cosmic encounter: expansion set #8 発売（#6、#7、#9に対応したフレアカード追加）
- 1983年 - Cosmic encounter: expansion set #9 発売（1種族、拡張ルール追加）
- 1991年 - Cosmic encounter（メイフェア版） 発売（3〜6人用49種族）
- 1992年 - More Cosminc encounter 発売（54種族追加）
- 1995年 - Simply Cosmic 発売（4人用、8種族のみの簡易セット）
- 2000年 - Cosmic encounter（アバロンヒル版） 発売（4人用20種族）
- 2009年 - Cosmic encounter（フライングファンタジーゲームズ版） 発売（3〜5人用50種族）
- 2010年 - Cosmic encounter: Cosmic Incursion 発売（20種族、6人プレイ用のコマ、拡張ルール追加）
- 2011年 - Cosmic encounter: Cosmic Conflict 発売（20種族、拡張ルール追加）
- 2012年 - Cosmic encounter: Cosmic Alliance 発売（20種族、7〜8人プレイ用のコマ、チーム戦ルール追加）

## 受賞歴
- 1992年 - オリジン賞1991年最優秀ファンタジー・SFボードゲームならびにドイツゲーム大賞6位
- 1997年 - Academy of Adventure Gaming Arts and Designに殿堂入り

## コンポーネント

### 基本ルール用
種族シート
宇宙人種族の固有の特殊能力が書かれているカード。1977年に発売されたイオンゲームズ版では15種のエイリアン種族（アメーバ族、クロノス族、クローン族、エンパス族、レーザー族、マクロン族、マインド族、ミュータント族、オラクル族、フィランソロピスト族、トレーダー族、ウイルス族、ボイド族、バルチ族、ゾンビ族）しかいなかったが、拡張版や改訂版が出るたびに増えており、2009年に発売されたファンタジーフライトゲームズ社版に3つの拡張セットを加えると110種族を超える。
惑星
各プレイヤーの母星となるタイル。プレイヤー毎に5枚ある。他プレイヤーの惑星タイル上に宇宙船を置くことでその惑星を殖民惑星としたこととなる。
亜空間ボード
遭遇で敗北した宇宙船を置くボード。
宇宙船コマ
戦力を示すコマ。各プレイヤーが20個ずつ所持する。
運命カード
侵略の対象となるプレイヤーを決定するためのカードの山。プレイヤーに対応する色が描かれた色カード、特定の条件を満たすプレイヤーから侵略対象を決定するスペシャルカード、侵略対象を自由に選べるワイルドカードがある。
超空間ゲート
侵略の対象となる惑星を示すマーカー。
コズミック・カード
遭遇の結果を判定するのに用いるカード。3種類の遭遇カード（攻撃カード、交渉カード、変身カード）、増援カード、アーティファクト・カードがある。

### 拡張ルール用
フレアカード
コズミック・カードに混ぜて使用する。宇宙人種族毎にフレアカードがあり、自分の種族と一致するフレアカードは特殊能力を強化する効果、一致しないフレアカードは書かれた種族の特殊能力を限定的に使用できる効果がある。効果を使用しても捨て札にならないが、メイフェア社版のみ使うと捨て札となる。
月
惑星と同じように殖民星とできる天体。勝利条件には数えないが殖民星とすることで特殊な効果を得ることが出来る。
報償カード
防衛側に援軍を出した報酬として山札から引くことが出来るカード。
テクノロジーカード
新たな能力を得ることができるカード。

## ルール

### ゲームの準備
1. 適当な方法で指導者となる宇宙人種族を選択する。
2. 中央に亜空間ボードを置き、プレイヤーの前に惑星を5つずつ並べ、自分の手元にある惑星に宇宙船コマを4つずつ乗せる。
3. コズミック・カード、運命カードをよくシャッフルし、それぞれコズミック・デッキと運命デッキを作る。
4. 各プレイヤーに8枚ずつコズミックカードを配る。
5. 適当な方法でスタートプレイヤーを決定する。

### ゲームの進行
ゲームは1〜7からなる遭遇を繰り返して進められる。
1. 再編成フェイズ - 亜空間ボードから宇宙船コマを一個回収し、コロニーに戻す。
2. 運命フェイズ - 運命デッキの上から一枚をめくり、攻撃の対象となるプレイヤー（防御側プレイヤー）を決定する。
3. 移送フェイズ - 超空間ゲートを防御側プレイヤーの惑星の一つに向けて置き、その上に攻撃に参加する宇宙船コマを最大4つ乗せる。
4. 援軍フェイズ - 攻撃側プレイヤー、防御側プレイヤーともに他プレイヤーに対して援軍を要請することができる。他のプレイヤーは宇宙船コマを4つまで援軍として出すことができる。
5. 計画フェイズ - 攻撃側プレイヤー、防御側プレイヤーはそれぞれ手札から遭遇カードを一枚伏せて場に出す。
6. 判定フェイズ - 遭遇カードを表にする。お互い攻撃カードだった場合、カードの値と宇宙船コマの数を合計し、大きい数値となった側が勝利となる。一方が攻撃カードで、一方が交渉カードだった場合、交渉カードを出した側が自動的に敗北する。お互い交渉カードだった場合、1分間の交渉を行う。
7. 結果適用フェイズ - 攻撃側が勝利した場合、攻撃側と攻撃側の援軍の宇宙船コマを攻撃対象の惑星の上に置き、アウター・コロニーとする。防御側と防御側の援軍の宇宙船コマを全て亜空間ボードの上に移す。防御側が勝利した場合、攻撃側と攻撃側の援軍の宇宙船コマを全て亜空間ボードの上に移し、防御側の援軍は防御報酬を得る。いずれの場合においても、交渉カードを出して敗北したプレイヤーは代償として勝利したプレイヤーから手札を奪うことができる。交渉の結果を適用する。交渉が成立しなかった場合、双方ペナルティを受ける。

攻撃側が勝利した場合、もう一度だけ1〜7を繰り返すことができる。攻撃側が敗北、あるいは2度目の遭遇を終えたら左隣のプレイヤーに手番を渡す。

### ゲームの勝者
アウター・コロニーの数が最初に5つになったプレイヤーが勝者となる。同時に5つになった場合、その全員が勝者となる。

### ルールの破壊
これらのルールは宇宙人種族の特殊能力によって破壊、変更、あるいは追加される。種族シートは伏せた状態でゲームがはじめられ、プレイヤーは好きなタイミングでシートを表向きにすることでその能力を使用できるようになる。

## 他作品への影響
マジック・ザ・ギャザリングの開発者リチャード・ガーフィールドは、コズミック・エンカウンターの「特殊能力によるルールの破壊」に着想を得て「ルールを破壊するカード」をデザインした。